# Al-Muqtadir (hudide)
Abū Jaʿfar Ahmad ibn Sulaymān al-Muqtadir o semplicemente al-Muqtadir bi-llāh (in arabo أبو جعفر أحمد "المقتدر بالله" بن سليمان‎?, Abū Jaʿfar Ahmad al-Muqtadir bi-Llāh ibn Sulaymān; Saragozza, ... – Saragozza, 1081) fu un componente della famiglia dinastica araba dei Banu Hud, che governò la taifa di Saragozza (al-Andalus) dal 1049 al 1081.

## Biografia
Successore del padre Sulaymān ibn Hūd al-Judhamī, detto al-Mustaʿīn I, nella ṭāʾifa di Saragozza (Saraqusṭa), dopo che questi aveva soppiantato nell'autunno del 1039 la dinastia tugibide, il futuro al-Muqtadir si distinse per aver conquistato nel 1061 Ṭarṭūsh (Tortosa) e nel 1075-76 Dénia, nelle Baleari, cacciandone il suo signore, l'Amiride ʿAlī b. Mujāhid Iqbāl al-Dawla, figlio di Mugetto (adattamento del nome Mujāhid nelle cronache italiche). Riprese infine anche il controllo della roccaforte di Barbastro, di cui s'erano impadroniti i Normanni nel 1064.
Poco prima della sua morte, avvenuta nel 1081 (o 1082), convinse El Cid a entrare al suo servizio, dopo che questi, nel 1067, combattendo per re Sancho II di Castiglia (figlio di Ferdinando I il Grande), aveva reso proprio il sovrano hudide tributario di quel regno cristiano.

Due anni prima, nella primavera del 1065, truppe castigliane, compreso El Cid, avevano sconfitto con il concreto sostegno militare di al-Muqtadir, il fratellastro di Ferdinando I, Ramiro I di Aragona.

La vittoriosa battaglia, che il 17 aprile 1065 aveva portato alla conquista della città di Graus, dette modo a Rodrigo Diaz de Vivar di fregiarsi del soprannome per cui diventerà famoso di El Cid Campeador, in virtù di un duello "a singolar tenzone" che lo aveva visto prevalere per il suo coraggio e la sua sagacia contro un cavaliere aragonese, così come l'Emiro hudide si guadagnerà a sua volta il laqab di al-Muqtadir bi-llāh (Il reso potente da Allah).